# 黃崇
黃崇（?—263年 †），蜀漢故臣鎮北將軍黃權之子。昔日黃權在吳蜀夷陵之戰後，投降曹魏。但黃崇仍然留在蜀中，家小都沒有被劉備為難，後累官至尚書郎。
魏灭蜀之战时，鄧艾进军涪城及绵竹，諸葛瞻在涪城卻步不前，黃崇多次勸諸葛瞻快速前行，佔據險要地勢，阻止敵軍進入平地。可惜諸葛瞻猶豫並沒有採納，黃崇因此流涕。鄧艾長驅直入，諸葛瞻最後退守綿竹；黃崇激勵部下死戰，与鄧艾之子鄧忠作战，但最後被殺。